# Karol Bielawski
Karol Leonard Bielawski (ur. 14 lutego 1923 w Głuchowie, zm. 1984) – polski rolnik, poseł na Sejm PRL IV kadencji.

## Życiorys
Syn Tadeusza i Cecylii. Uzyskał wykształcenie średnie niepełne, z zawodu rolnik. Prowadził własne gospodarstwo rolne, pełnił funkcję prezesa Powiatowego Związku Kółek Rolniczych w Środzie Wielkopolskiej. W 1965 uzyskał mandat posła na Sejm PRL w okręgu Gniezno z ramienia Polskiej Zjednoczonej Partii Robotniczej. W parlamencie zasiadał w Komisji Budownictwa i Gospodarki Komunalnej.
Został odznaczony Srebrnym Krzyżem Zasługi oraz Odznaką 1000-lecia Państwa Polskiego.
Pochowany na cmentarzu komunalnym w Środzie Wielkopolskiej.